# Henri-Charles Arnauld de Pomponne
Pour les articles homonymes, voir Arnauld, Famille Arnauld et Pomponne.
L'abbé Henri-Charles Arnauld de Pomponne, né le 10 juillet 1669 à La Haye et mort le 26 juin 1756, est un ecclésiastique et diplomate français.

## Biographie
Troisième fils de Simon Arnauld de Pomponne, secrétaire d'État des Affaires étrangères, Henri Charles est né à La Haye où son père était alors ambassadeur. Abbé commendataire de l'abbaye royale de Saint-Médard de Soissons et de Saint-Maixent, aumônier du Roi, conseiller d'État il fut Chancelier et Garde des Sceaux de l'Ordre du Saint-Esprit de 1716 à 1756. Il fut élu membre honoraire de l'Académie des inscriptions et belles-lettres en 1743.
Beau-frère de Torcy, alors secrétaire d'État des Affaires étrangères, l’abbé de Pomponne est nommé ambassadeur de France à Venise pendant la guerre de Succession d’Espagne. Il réussit à s’emparer des papiers du secrétaire d’un diplomate de Piémont-Savoie, qui furent publiés en Suisse pour montrer les intrigues des ennemis de Louis XIV.
Comme abbé de Saint-Médard, il disposait du château de Vic-sur-Aisne. En 1732, il fonda à Nogent-sur-Marne une compagnie d'archers qui existe encore et codifia les règlements de la chevalerie d'arc.
L'auteur Jacques Brengues dans son ouvrage La Franc-Maçonnerie du bois a émis l'hypothèse qu'il est le véritable auteur de l'ouvrage antimaçonnique Les francs-maçons écrasés sous le pseudonyme de l'abbé Larudan car Larudan est une anagramme d'Arnauld.